# Jason Gordon
Charles Jason Gordon (ur. 17 marca 1959 w Port-of-Spain) – duchowny katolicki z Trynidadu i Tobago, arcybiskup metropolita Port-of-Spain od 2017.

## Życiorys

### Prezbiterat
Święcenia kapłańskie otrzymał 19 marca 1991 i został inkardynowany do archidiecezji Port-of-Spain. Był głównie koordynatorem i dyrektorem wielu archidiecezjalnych ośrodków duszpasterskich. W latach 2005–2006 był wikariuszem biskupim dla północy archidiecezji, a w kolejnych latach pełnił funkcję wikariusza generalnego.

### Episkopat
8 lipca 2011 papież Benedykt XVI mianował go biskupem diecezji Kingstown na Saint Vincent i Grenadynach oraz diecezji Bridgetown na Barbadosie. Sakry biskupiej udzielił mu 21 września 2011 ówczesny koadiutor Port-of-Spain – arcybiskup Joseph Harris.
22 grudnia 2015 został mianowany nowy biskup diecezji diecezji Kingstown, w związku z czym od tego czasu pozostawał jedynie biskupem Bridgetown.
19 października 2017 papież Franciszek mianował go arcybiskupem metropolitą Port-of-Spain.